# Ali Saeed Abdulla
Ali Saeed Abdulla là một thủ môn bóng đá người Bahrain thi đấu cho Bahrain ở Cúp bóng đá châu Á 2004.